# St. Oswald und Ägidius (Mönchsroth)

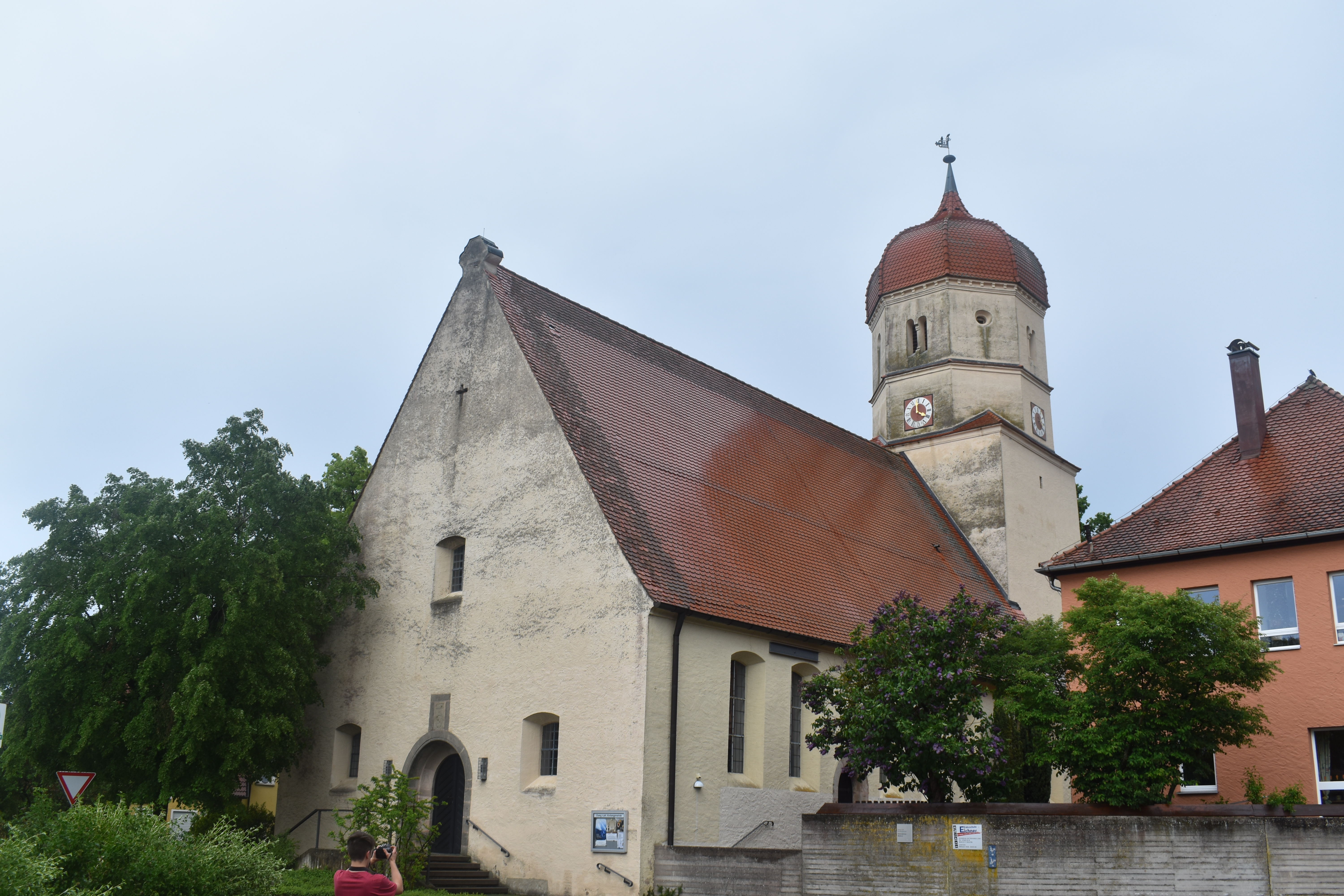
St. Oswald und Ägidius (Mönchsroth)

Die denkmalgeschützte evangelische Pfarrkirche St. Oswald und Ägidius steht in Mönchsroth, einer Gemeinde im Landkreis Ansbach (Mittelfranken, Bayern). Das Bauwerk ist unter der Denkmalnummer D-5-71-179-1 als Baudenkmal in der Bayerischen Denkmalliste eingetragen. Die Pfarrei gehört zum Dekanat Dinkelsbühl im Kirchenkreis Ansbach-Würzburg der Evangelisch-Lutherischen Kirche in Bayern.

## Beschreibung
Die ältesten Teile der Saalkirche sind die unteren Geschosse des um 1350 gebauten Chorturms, der am Anfang des 17. Jahrhunderts mit zwei achteckigen Geschossen zur Unterbringung der Turmuhr und des Glockenstuhls aus verkleidetem Holzfachwerk aufgestockt wurde und mit einer Glockenhaube bedeckt wurde. An seiner Nordwand wurde um 1400 die Sakristei angebaut und um 1480 wurde das mit einem Satteldach bedeckte Langhaus nach Westen verlängert. 
Der Chor, d. h. das Erdgeschoss des Chorturms, ist mit einem Kreuzrippengewölbe überspannt. Das Tonnengewölbe, das den Innenraum des Langhauses überspannt, wurde später erneuert. An der Westseite wurde 1620 eine einstöckige Empore eingezogen, etwas später auch an der Nordwand, die 1685 bis zur Ostwand verlängert wurde. Die Orgel befand sich ursprünglich auf einer Empore über dem Chorbogen. Nachdem diese beseitigt wurde, steht sie auf der Westempore.